# 重慶市消防人員殉職紀念碑
重慶市消防人員殉職紀念碑，位於中华人民共和国重慶市渝中区朝天门街道新华路人民公园（原中央公園）內。為紀念抗日戰爭時期，陪都重慶遭到日军飞机空袭，火災四起，為救火而英勇殉職的重慶消防人員於民國三十六年（1947年）8月19日而建立的。

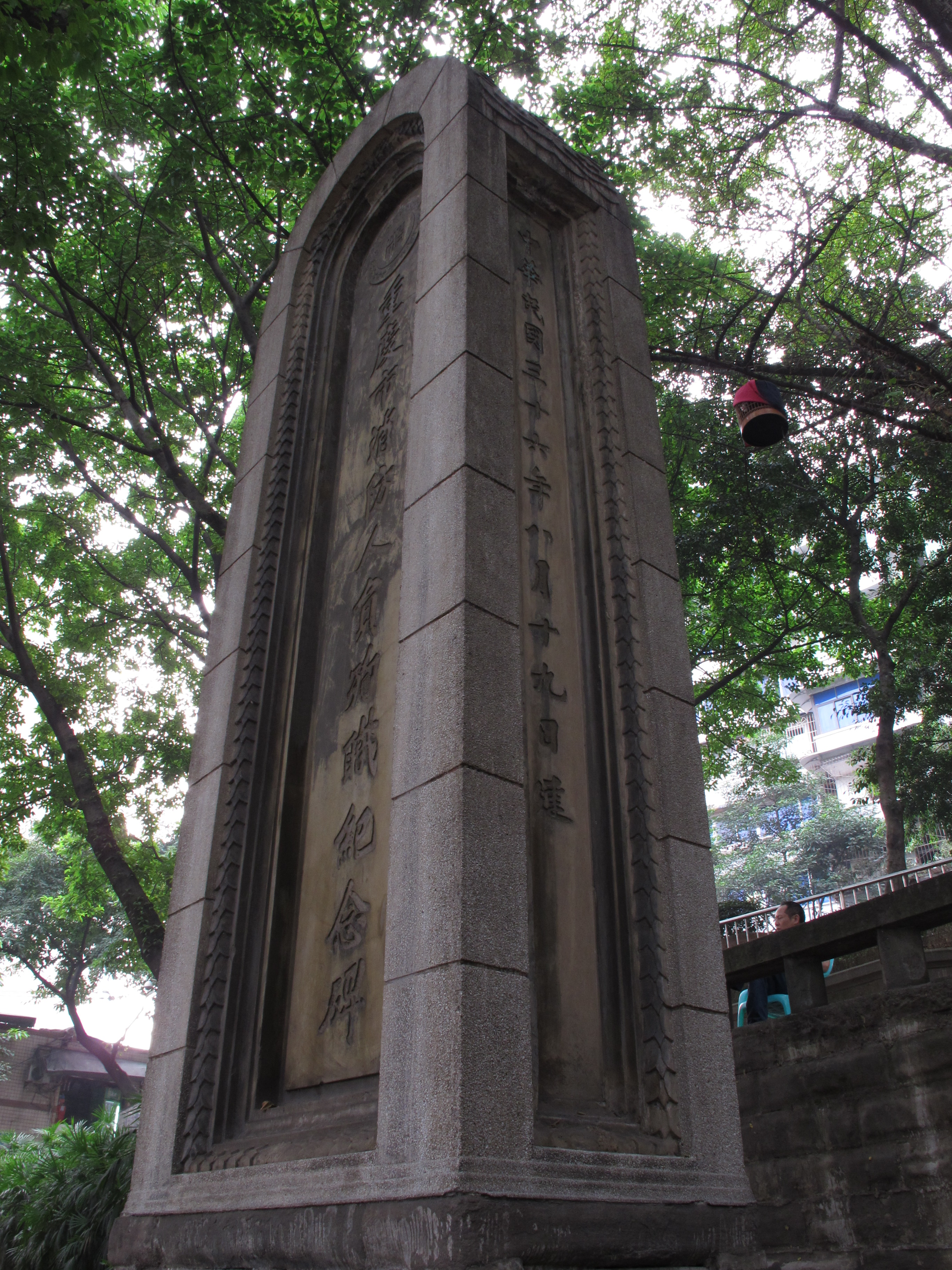
重慶市消防人員殉職紀念碑一侧

## 冷落的紀念碑
經過文化大革命的劫難，碑文已經被砸得面目全非。1989年5月29日《人民日報》第8版，刊登了王化君先生的《冷落的紀念碑》一文，追述了建碑、砸碑和發現碑的經過，發出了“重慶市消防人員殉職紀念碑被砸，是邪惡向公理的挑戰”的呐喊。

## 碑文

### 正面碑文

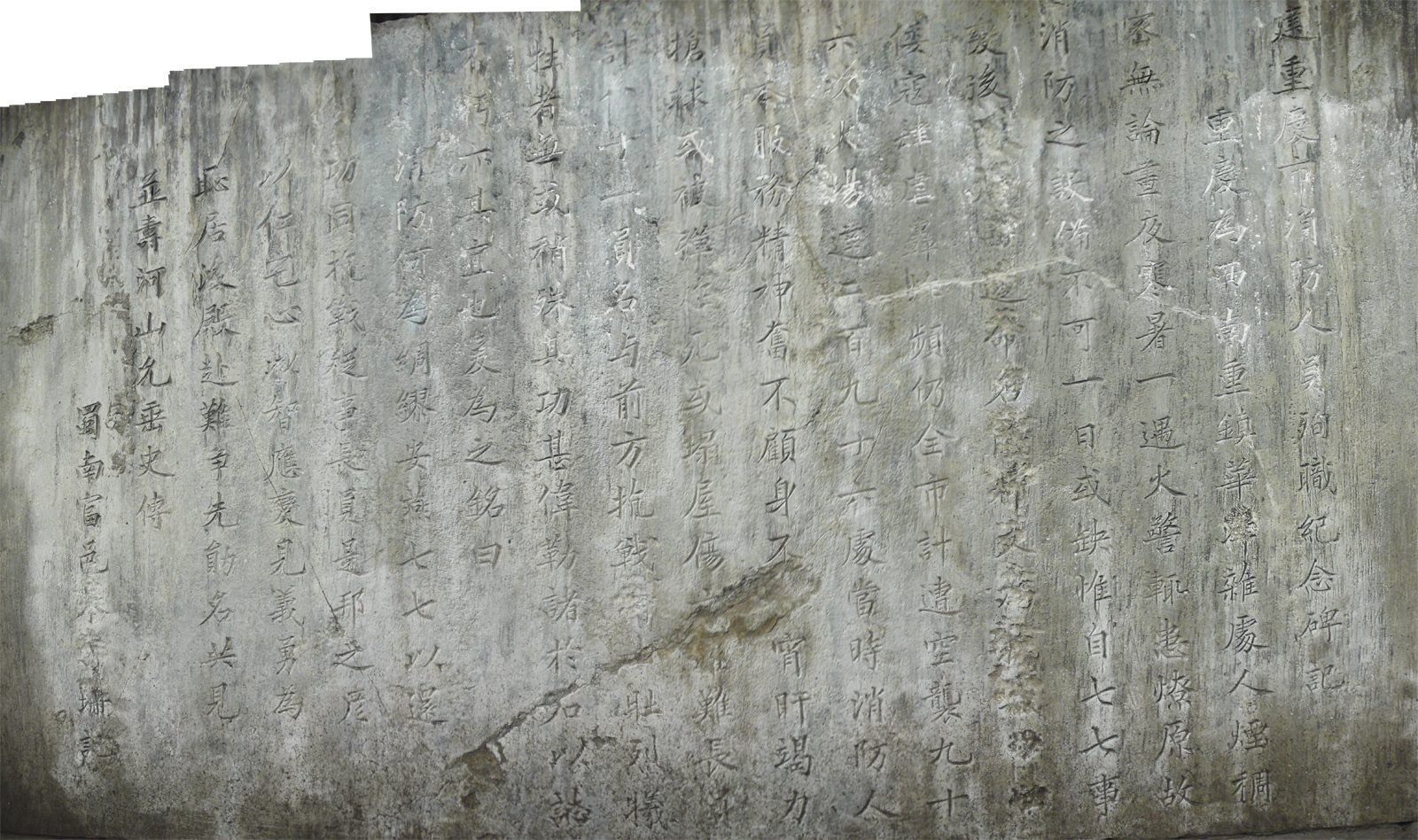

建重慶市消防人員殉職紀念碑記

　　重慶為西南重鎮華洋雜處人煙稠

密無論晝夜寒暑一遇火警輒患燎原故

消防之設備不可一日或缺惟自七七事

變後政府西遷命名陪都文為綰谷西南

倭寇肆虐轟炸頻仍全市計遭空襲九十

六次火場達二百九十六處當時消防人

員本服務精神奮不顧身不□宵旰竭力

搶捄或被彈炸死或塌屋傷亡罹難長員

計八十一員名與前方抗戰將土壯烈犧

性者無或稍殊其功甚偉勒諸於石以誌

不朽亦其宜也爰為之銘曰

　　消防何為綢繆安燕七七以還

　　功同抗戰從事長員是邦之彥

　　以仁宅心以智應變見義勇為

　　恥居後殿赴難爭先勛名共見

　　並壽河山允垂史傳　　　　

　　　　　　　蜀南富邑朱壽珊記

### 東面碑文

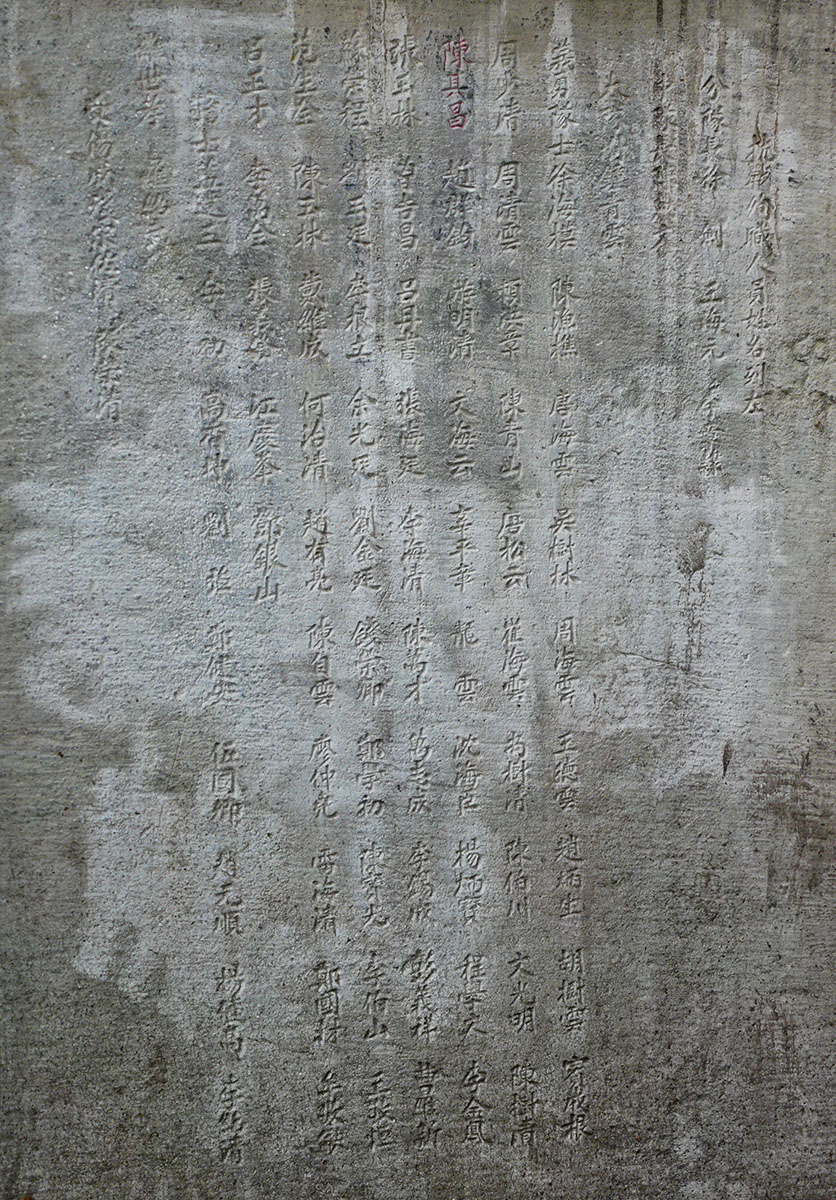

該面碑文記錄殉職及受傷人員姓名，共14列。□代表該字無法辨認
抗戰殉職人員姓名列左

分隊長　　徐　劍　王海元　李章隸

中隊長　　陳典文

大隊坿　　鍾青雲

義勇隊士　徐海模　陳漁樵　唐海雲　吳樹林　周海雲　王德雲　趙炳生　胡樹雲　賓成根

周少清　　周清雲　賴洪章　陳青山　唐松云　崔海雲　尚樹清　陳伯川　文光明　陳樹清

陳其昌　　趙群鈞　游明清　文海云　辜平章　龍　雲　沈海臣　楊炳寳　程學文　李金鳳

張玉林　　曾吉昌　呂丹書　張海廷　李海清　陳萬才　萬志成　李錫成　彭義祥　曹維新

蘇榮程　　劉玉廷　李根立　余光廷　劉金廷　錢榮卿　鄭學初　陳寶光　李伯山　王敬恒

范生全　　陳玉林　戴維成　何治清　趙有亮　陳自雲　廖仲堯　雷海清　鄭國材　季敬猷

呂玉才　　李萬全　張義登　江慶峯　鄧銀山

　　□士　潘建三　李　初　高齊坤　劉　稚　鄭健安　伍國卿　趙元順　楊健高　李紹清　

羅世孝　　羅紹為

受傷□□　宋佑清　段榮清

### 西面碑文
該面為發起組織及發起人，上刻“重慶市各界建碑委員會立”大字
發起人　重慶市　參　議　會

　　　　　　　　商　　　會

　　　　　　　　總　工　會

　　　　　　　　銀　行公會

　　　　　　　　消防聯合會

　　　　　　　　錢　業公會

　　　　　　　　婦　女　會

　　　　　　　　漁　　　會

　　　　　　　　教　育　會

張篤倫　唐　毅　胡子昂　范眾渠

李　賁　仇秀敷　周懋植　蔡鶴年

陳詩可　劉兆豐　詹郁秋　蔣儂疾

張伯琴　陳文侯　蔣恕誠　楊子文

劉竹湘　李沛然　楊炳文　劉玉麟

尹樹榮　□□□　張綏之　李耀光

李子謙　羅紹一　蔣相臣　張壽喬

梁國舫　楊雙全　胡禹九　譚級五

錢鵬程　徐炳章　卓德全　閪肇安

監修　李湘丞　閪少安　劉竹湘

泥工　楊炳文

石工　陳永昌
以下非碑文
附相關人物：
- 張篤倫：重慶市市長
- 唐毅：重慶市警察局局長
- 胡子昂：重慶市參議會議長，重慶市參議會參議員（第十二區選出），
- 李賁：重慶市警察局消防總隊長
- 仇秀敷：四川省璧山縣人，曾任重慶市商會理事長、顏料棉紗兩公會主席，重慶市參議會參議員（第一區選出），璧山縣選出之第一屆國民大會代表第一候補人，1951年3月15日被殺害
- 范眾渠：重慶銀行同業公會理事長，重慶市參議會參議員（第十四區選出），後任重慶市參議會議長
- 周懋植：重慶市商會理事長，重慶市參議會副議長，全國性職業團體商業團體西區選出之第一屆國民大會代表，1951年被殺害
- 蔡鶴年：重慶市錢業公會會長，後任重慶市商會理事長，永生錢莊經理
- 陳詩可：重慶銀行業同業公會理事長，重慶市參議會參議員（第八區選出），
- 劉兆豐：重慶市錢業公會主席，義豐錢莊經理，重慶市參議會參議員（第十區選出），
- 詹郁秋：重慶市錢業公會理事詹郁秋，永生錢莊副經理
- 蔣儂疾：重慶市參議會參議員（第十八區選出），
- 劉竹湘：重慶市消防二大隊隊長
- 蔣相臣：重慶市參議會參議員（第九區選出），仁字袍哥三省公副執事大爺，經營瑞華玻璃廠、瑞華公司、瑞豐煙草公司等，曾任區長
- 梁國舫：袍哥彈子石仁字協同心紅旗管事

### 背面碑文
該面碑文漫漶不清，大約可分出右3列及左2列，文義欠詳，仍為相應姓名。
本市消防□□姓名列左

□□□　□□□　胡□航　王初□　□□倫　甘承宣　韓□□　□□□　鍾晚崧

□子□　伍□若　明□澄　程□□

何俊傑　李宗藩　黃樹□　任啟裕　李占云　袁鳴龍

因公殉職人員姓名列后

## 重慶市消防節[2]
民國36年（1947年）8月19日，重慶市政府將眾多消防烈士犧牲的8月19日定為重慶市消防節，每年舉行紀念活動。
中央社訊 民國36年（1947年）8月26日 
渝市各界昨（19日）晨10時，較場口廣場舉行消防節紀念會，由張市長任主席，會前並檢閱消防隊並義勇警察共約四千人。張市長在會上致詞稱：回憶民國29年(1940年)之今日，敵機狂轟渝市，全市成為一片火海，消防人員奮不顧身，努力施救，當時敵機去而複返，致多名消防隊員為國犧牲。此等英勇事蹟，故特定“八·一九”為本市消防節，實具有深遠意義。張市長並勉勵消防人員繼承先烈精神，為社會服務。會議並發給35位消防人員之遺屬撫恤金各十萬元。警察局長唐毅贈各遺屬麵粉一袋。11時許，全體消防隊員及義勇警察出發遊行，經民權路、中正路、陝西路、林森路等返較場口解散。

## 紀念碑的保護
1995年9月—11月，渝中區文化局對重慶市消防人員殉職紀念碑按原貌進行了全面維修工作。
1996年10—12月，渝中區文化局對重慶市消防人員殉職紀念碑碑文進行了拓片。